# バレーボールトーゴ男子代表
バレーボールトーゴ男子代表は、バレーボールの国際大会で編成されるトーゴの男子バレーボールナショナルチームである。
1968年に国際バレーボール連盟へ加盟。

## 過去の成績

### オリンピックの成績
- 出場なし

### 世界選手権の成績
- 出場なし

### アフリカ選手権の成績
- 1971年 - 7位